# Srch
Srch (Duits: Sirch) is een Tsjechische gemeente in de regio Pardubice, en maakt deel uit van het district Pardubice.
Srch telt 1088 inwoners.
Barchov ·
Bezděkov ·
Borek ·
Brloh ·
Břehy ·
Bukovina nad Labem ·
Bukovina u Přelouče ·
Bukovka ·
Býšť ·
Časy ·
Čeperka ·
Čepí ·
Černá u Bohdanče ·
Dašice ·
Dolany ·
Dolní Roveň ·
Dolní Ředice ·
Dříteč ·
Dubany ·
Hlavečník ·
Holice ·
Holotín ·
Horní Jelení ·
Horní Ředice ·
Hrobice ·
Choltice ·
Choteč ·
Chrtníky ·
Chvaletice ·
Chvojenec ·
Chýšť ·
Jankovice ·
Jaroslav ·
Jedousov ·
Jeníkovice ·
Jezbořice ·
Kasalice ·
Kladruby nad Labem ·
Kojice ·
Kostěnice ·
Křičeň ·
Kunětice ·
Labské Chrčice ·
Lány u Dašic ·
Lázně Bohdaneč ·
Libišany ·
Lipoltice ·
Litošice ·
Malé Výkleky ·
Mikulovice ·
Mokošín ·
Morašice ·
Moravany ·
Němčice ·
Neratov ·
Opatovice nad Labem ·
Ostřešany ·
Ostřetín ·
Pardubice ·
Plch ·
Poběžovice u Holic ·
Poběžovice u Přelouče ·
Podůlšany ·
Pravy ·
Přelouč ·
Přelovice ·
Přepychy ·
Ráby ·
Rohovládova Bělá ·
Rohoznice ·
Rokytno ·
Rybitví ·
Řečany nad Labem ·
Selmice ·
Semín ·
Sezemice ·
Slepotice ·
Sopřeč ·
Sovolusky ·
Spojil ·
Srch ·
Srnojedy ·
Staré Hradiště ·
Staré Jesenčany ·
Staré Ždánice ·
Starý Mateřov ·
Stéblová ·
Stojice ·
Strašov ·
Svinčany ·
Svojšice ·
Tetov ·
Trnávka ·
Trusnov ·
Třebosice ·
Turkovice ·
Uhersko ·
Úhřetická Lhota ·
Újezd u Přelouče ·
Újezd u Sezemic ·
Urbanice ·
Valy ·
Vápno ·
Veliny ·
Veselí ·
Vlčí Habřina ·
Voleč ·
Vysoké Chvojno ·
Vyšehněvice ·
Zdechovice ·
Žáravice ·
Živanice